# Portul Montevideo
Portul Montevideo (în spaniolă Puerto de Montevideo), situat în partea de nord a Orașului Vechi din Montevideo, Uruguay, este unul dintre principalele porturi din America de Sud și joacă un rol foarte important în economia Uruguayului.

## Istoria
Golful Montevideo este unul dintre motivele pentru care orașul a fost înființat. Oferă protecție naturală navelor, deși există acum două diguri care protejează intrarea în port de valuri. Acest port natural îl face competitiv cu celălalt mare port din America de Sud de pe Río de la Plata, Portul Buenos Aires.
Principalele schimbări inginerești s-au petrecut între anii 1870 și 1930. În această perioadă au fost construite primul dig din lemn, mai multe depozite în La Aguada, Rambla de Nord și de Sud, un port fluvial, un dig, bazinul hidrografic și rafinăria La Teja. În 1923 a avut loc o furtună puternică ce a provocat daune importante după care a fost nevoie să se realizeze multe lucrări de reparații în oraș. Începând cu a doua jumătate a secolului al XX-lea, schimbările fizice au încetat, după care a apărut o degradare a zonei datorită stagnării economice naționale.

## Dezvoltare
Apropierea portului a contribuit la instalarea diverselor ramuri industriale în zona din jurul golfului, în special a întreprinderilor de import / export, precum și a afacerilor legate de activitatea portuară și activitatea navală. Datorită densității dezvoltării industriale în zona din jurul portului, popularitatea rezidențială este relativ scăzută. Principalele probleme de mediu sunt sedimentarea subacvatică și contaminarea aerului și a apei.
Portul a crescut rapid și în mod constant cu o rată medie anuală de 14% datorită creșterii comerțului exterior. Orașul a primit un împrumut de 20 de milioane de dolari de la Banca Interamericană de Dezvoltare pentru modernizarea portului, sporirea dimensiunii și eficienței acestuia și reducerea costurilor de transport maritim și fluvial.
Katoen Natie deține o importantă instalație de manipulare a containerelor în acest port.